# Crkva Navještenja Blažene Djevice Marije u Velikoj Gorici
Crkva Navještenja Blažene Djevice Marije je rimokaltolička crkva u gradu Velika Gorica, zaštićeno kulturno dobro.

## Opis dobra
Crkva je smještena u središtu grada. Sagrađena je 1692. godine, a današnji izgled je rezultat velike obnove i proširenja 90-ih godina 19. stoljeća prema nacrtima Hermanna Bolléa. Jednobrodna prostrana građevina zaključena poligonalnim svetištem uz pjevalište ima bočne kapele i sakristiju s emporom na sjevernoj strani. Lađa je podijeljena na tri traveja svođena križno-bačvastim svodom. Vanjštinom oblikovanom u duhu neoromanike dominira oktogonalni toranj ispred središnje osi glavnoga pročelja s prizemljem pravokutnoga presjeka u funkciji predvorja. Najveća turopoljska crkva vrijedan je primjer historicističke sakralne arhitekture.

## Zaštita
Pod oznakom Z-4071 zavedena je kao nepokretno kulturno dobro - pojedinačno, pravna statusa zaštićena kulturnog dobra, klasificirano kao "sakralna graditeljska baština".